# Nymphonia zaleuca
Nymphonia zaleuca är en fjärilsart som beskrevs av Edward Meyrick 1913. Nymphonia zaleuca ingår i släktet Nymphonia och familjen spinnmalar. Inga underarter finns listade i Catalogue of Life.